# Bainbridgereflex
De bainbridgereflex of atriale reflex is een cardiovasculaire reflex waarbij er een verhoogde hartfrequentie ontstaat bij een toegenomen CVD. De toename van de CVD wordt waargenomen door rekreceptoren in het atrium.

## Mechanisme
Wanneer de veneuze terugstroom toeneemt door een verhoogde vulling van de vaten dan neemt de druk in de vena cava en het atrium toe. De druktoename wordt waargenomen door atriale rekreceptoren. Dit signaal reist vervolgens naar de hersenstam. In de hersenstam bevindt zich het vasomotorisch centrum van de medulla oblongata. Vanuit het vasomotorisch centrum wordt er een sympathisch signaal afgegeven dat via de nervi accelerantes naar de sinusknoop van het hart gaat. Activatie van de sinusknoop zorgt voor tachycardie. Het nut van deze frequentieverhoging is dat er sneller bloed uit de atria en venen wordt weggepompt, zodat de atriale en centraal veneuze druk (CVD) afneemt. Deze reflex gaat door totdat de druk is het rechteratrium weer normaal is. De hartfrequentie daalt dan weer tot het normale niveau.

## Ademhaling
De bainbridgereflex ontstaat ook tijdens de inspiratie. Door inademing wordt er meer bloed naar het hart gezogen. Doordat de veneuze return toeneemt vult het atrium zich meer en worden atriale rekreceptoren geactiveerd. Dit induceert de bainbridgereflex. De hartfrequentie stijgt dus tijdens de inademing. Tijdens de expiratie valt de bainbridgereflex grotendeels weg en daalt de hartslag dus juist.